# 虚報タイムス
虚報タイムス（きょほうタイムス、The Munchhausen Times）とは、日本のウェブサイトのひとつ。架空の情報をジョーク記事として提供している。
2021年10月11日の記事を最後に更新が止まっており、事実上の廃刊状態である。2024年3月に本サイトのXアカウントが更新され、年内の更新再開の意向が示されたが、同年中に更新されることはなかった。
また、英語表記における「Munchhausen」は、ドイツに実在し、ほら吹き男爵とよばれたミュンヒハウゼン男爵に由来する。

## 世間への影響
虚報タイムスが作成した達川臣伍という架空の野球選手の記事を、沢村栄治記念館が本当の情報と勘違いし記載したことがあるが、後に削除された。また、Wikipediaやその他項目でも勘違いする人が続出した。